# Liste der Bodendenkmäler in Freihung
Auf dieser Seite sind die Bodendenkmäler in dem Oberpfälzer Markt Freihung zusammengestellt. Diese Tabelle ist eine Teilliste der Liste der Bodendenkmäler in Bayern. Grundlage ist die Bayerische Denkmalliste, die auf Basis des Bayerischen Denkmalschutzgesetzes vom 1. Oktober 1973 erstmals erstellt wurde und seither durch das Bayerische Landesamt für Denkmalpflege geführt wird. Die folgenden Angaben ersetzen nicht die rechtsverbindliche Auskunft der Denkmalschutzbehörde.

## Bodendenkmäler in Freihung
| Lage                  | Objekt | Akten-Nr.     | Bild |
| --------------------- | --- | ------------- | ---- |
| Freihung (Standort)   | Archäologische Befunde und Funde im Bereich des abgegangenen spätmittelalterlich- /frühneuzeitlichen Herrensitzes in Freihung.                                                                          | D-3-6337-0017 |      |
| Freihung (Standort)   | Archäologische Befunde der frühen Neuzeit im Bereich der Kath. Pfarrkirche Hl. Dreifaltigkeit in Freihung, darunter die Spuren von Vorgängerbauten bzw. älteren Bauphasen.                              | D-3-6337-0018 |      |
| Freihung (Standort)   | Wüstung Alte Schmelz, frühneuzeitliche Bleischmelzhütte. | D-3-6337-0041 |      |
| Grafenwöhr (Standort) | Frühneuzeitliches Bleierzabbaugebiet mit Schächten, Pingen und Trichtergruben. | D-3-6337-0042 |      |
| Freihung (Standort)   | Untertägige Befunde des abgegangenen frühneuzeitlichen Hofmarkschlosses Weickenricht. | D-3-6337-0043 |      |
| Freihung (Standort)   | Archäologische Befunde der frühen Neuzeit im Bereich der Evang.-Luth. Pfarrkirche St. Katharina in Thansüß, darunter die Spuren von Vorgängerbauten bzw. älterer Bauphasen.                             | D-3-6337-0045 |      |
| Freihung (Standort)   | Wüstung Ringlmühle, frühneuzeitliche Bleischmelzhütte. | D-3-6337-0046 |      |
| Freihung (Standort)   | Archäologische Befunde des Mittelalters und der frühen Neuzeit im Bereich der Kath. Pfarrkirche St. Johannes Baptist in Großschönbrunn, darunter die Spuren von Vorgängerbauten bzw. älterer Bauphasen. | D-3-6437-0082 |      |